# Петровско
Петровско (хорв. Petrovsko) — община с центром в одноимённой деревне на севере Хорватии, в Крапинско-Загорской жупании. Население общины 2656 человек (2011). Подавляющее большинство населения — хорваты (99,47 %). В состав общины кроме административного центра входят ещё 11 деревень, причём Петровско из них не самая крупная.
Община расположена в Хорватском Загорье западнее города Крапина. По прямой от деревни Петровско до центра Крапины — 2 километра. По территории общины проходит автодорога D206 Крапина — Преграда — Рогатец.
Ранее поселение на этом месте называлось Коноба. Впервые оно упомянуто в письменных источниках в 1334 году. В 1661 году в селе построена церковь Св. Петра. В 1943 году село было полностью сожжено в ходе боевых действий и после войны отстроено заново.